# JavaOS
JavaOS est un système d'exploitation développé par JavaSoft, une filiale de Sun Microsystems, dont la première apparition date de mai 1996. Sa structure est très différente de celle des systèmes d'exploitation que l'on trouve habituellement sur les machines de bureau ou les serveurs.
JavaOS a spécialement été conçu pour les appareils embarqués et a besoin d'un système de fichiers, ou bien de mémoire virtuelle pour pouvoir se lancer. Il reconnaît un seul langage de programmation lors de l'exécution et ne dispose pas de ses propres appels système. Le boot peut se faire de façon indépendante. JavaOS contient un module de connexion protégé par mot de passe, des pilotes de périphériques, son propre gestionnaire de fenêtres, sa propre API et peut exécuter beaucoup d'applets Java simultanément. Fin mars 1998, IBM et Sun ont annoncé qu'ils collaboreraient pour développer JavaOS for Business.

## Mise à jour: novembre 2001
Savaje Technologies enrichit JavaOS avec Espial Escape Browser écrit en Java pour les ordinateurs portatifs. Le système d'exploitation SavaJe XE est spécialement conçu pour permettre l'exécution d'applications Java 2 (J2SE) sur les assistants personnels et les ordinateurs embarqués. Espial Escape Browser est une application petite et rapide pour les applications professionnelles et les sites internet complexes.

## Versions - Dates
- JavaOS for NC, pour petits appareils dépourvus de disque durs
- JavaOS for Consumers, pour Settop Boxes, WebPhones, agendas électroniques, etc.
- JavaOS for Business 2.1, de Sun et IBM
- Mai 1996 : JavaOS 1.0
- Août 1998 : JavaOS for Business 1.0, avec le JDK 1.1.4, reconnaît Windows NT et Solaris *Server, environ 1.200 applications disponibles
- Juillet 1999 : JavaOS for Business 2.1, environnement de développement professionnel
- Mars 1999 : JavaOS for Consumers 3.0, pour le StrongARM 1100 et le PowerPC 823, plus tard pour Intel et microSPARC

## Domaines d'application
- exécution d'applications Java
- JavaOS for Consumer idéal pour les produits grand public connectés en réseau comme les systèmes de navigation ou les agendas électroniques

## Organisation
- indépendant de la plate-forme
- systèmes d'exploitation Intel et autres, de 32 à 128 bits, une version par plate-forme
- micro-noyau
- nécessite moins de ressources, 256 Ko de RAM et 512 Ko de ROM, pour les applications Internet 4 Mo de RAM et 3 Mo de ROM
- petit et efficace
- fonctionne avec un système hôte ou de façon indépendante
- HotJava peut servir de gestionnaire de fenêtres